# Амебейная композиция
Амебейная композиция, иногда амбейная композиция (от греч. ἀμοιβαῖος — попеременный, чередующийся) — широко распространённый (особенно в народной поэзии) приём композиционного параллелизма, заключающийся в том, что стихотворение, в котором применена амебейная композиция, имеет двучленный характер: распадается на два, параллельно развивающиеся ряда, причём периоды, входящие в эти ряды, также обычно парны, например:
А мы просо сеяли, сеяли,
Ой, дид ладо, сеяли, сеяли.
А мы просо вытопчем, вытопчем,
Ой, дид ладо, вытопчем, вытопчем.
Одним из наиболее распространённых видов амебейной композиции является так называемый антифонический параллелизм — параллелизм вопросов и ответов, например: «Шотландская баллада» — «Quhy dois zour brand sac drop vi, bluid, Edward, Edward!» (в переводе А. Толстого: «Чьей кровью меч свой ты так обагрил, Эдвард, Эдвард» и т. д.). По мнению А. Веселовского амебейная композиция возникает в народной поэзии в условиях хорового исполнения: всюду, где происходит хоровое пение, наблюдается обычай образовывать два хора, отвечающие друг другу (антифонное или амебейное пение); каждый хор имел «хорега» — запевалу; с отпадением хора — песня исполнялась вдвоём; наконец песня исполнялась только одним певцом и параллельные строфы сливались в одну, сохраняя свой параллелизм, повторения и т. д.
Такова, например, финская «Калевала» (которая обычно и исполняется двумя певцами), распадающаяся на симметрически построенные пары строк (вторая варьирует первую):
Золотой мой друг и братец,
Дорогой товарищ детства…
Редко мы бываем вместе,
Редко ходим мы друг к другу…
Так давай свои мне руки,
Пальцы наши вместе сложим".
Древнескандинавские песни сплошь дают диалогические параллельные построения; чрезвычайно богат повторениями старофранцузский эпос, например, «Песнь о Роланде» и т. д. К амебейной композиции относится и обычный в народной поэзии психологический параллелизм (аналогия между душевными переживаниями и явлениями природы), часто проводимый через всё стихотворение, например:
О чём, Машенька, плачешь,
О чём ты слезы льешь?
Ах, как же мне не плакать
И как слезы не лить?
Один-то был зелёный сад, —
И тот стал посыхать;
Один-то был сердечный друг,
И тот стал забывать.
Народная песня все же является частным (хотя и наиболее распространённым) случаем амебейной композиции, которая как композиционный приём имеет более широкое применение и присуща в той или иной степени поэзии и не народной (например, у Брюсова — «Каменщик», у Лермонтова — «Волны и люди», у Бальмонта — «Она отдалась без упрека» и т. д.). Основным признаком амебейной композиции (независимо от её мотивировки) является «построение словесного материала в параллельные ритмико-синтаксические (и тематические) ряды с одновременным поступательным движением в обоих рядах» (В. М. Жирмунский). Произведения, написанные при помощи амебейной композиции, в особенности богаты всякого рода звуковыми, лексическими, синтаксическими, строфическими анафорами.